# Arignano
Arignano (en français Arignan) est une commune de la ville métropolitaine de Turin dans le Piémont en Italie.

## Administration
| Période                                  | Période  | Identité     | Étiquette    | Qualité |
| ---------------------------------------- | -------- | ------------ | ------------ | ------- |
| 14 juin 2004                             | En cours | Enzo Ferrero | lista civica |         |
| Les données manquantes sont à compléter. |          |              |              |         |

### Hameaux
Moano, Tetti Chiaffredo, Tetti Gianchino, Oriassolo

### Communes limitrophes
Marentino, Moncucco Torinese, Chieri, Mombello di Torino, Andezeno, Riva presso Chieri

## Jumelages
Arignano est jumelé avec:
 Comillas (Espagne) depuis 2000